# 虹桥乡 (铅山县)
虹桥乡，是中华人民共和国江西省上饶市铅山县下辖的一个乡镇级行政单位。

## 行政区划
虹桥乡下辖以下地区：
虹桥村、飞蛾村、桥亭村、莲塘村、江家村、王坂村、森源村和窑山村。